# Clifford’s Inn

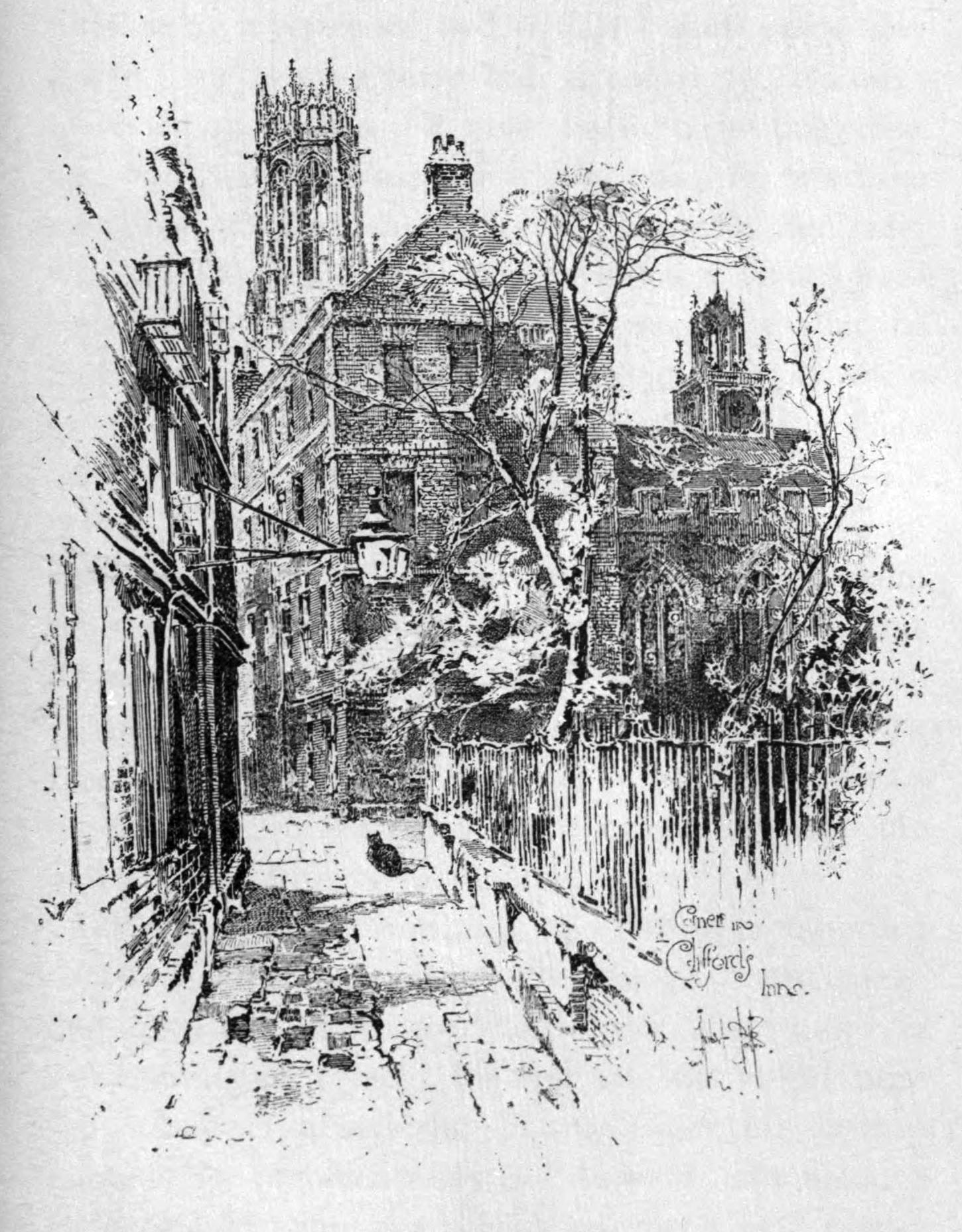
Clifford’s Inn um 1895 (Zeichnung von Herbert Railton).

Clifford Inn bzw. The Honourable Society of Clifford’s Inn – 1344 gegründet – war die älteste der ursprünglich recht zahlreichen englischen Anwaltskammern (Inns of Court) für Barrister. Ihre Auflösung erfolgte 1903. Die bis heute existierenden Anwaltskammern sind die Honourable Societies of Inner Temple & Middle Temple, Gray’s Inn und Lincoln’s Inn.
Inn (oder hospitium) bedeutet in diesem Zusammenhang ein Stadthaus oder eine Pension – insbesondere in der Ursprungszeit eine Pension für Studenten, die hier Rechtswissenschaften studierten. Daher wurde mit Clifford Inn auch der Gebäudekomplex, in dem die Anwaltskammer ihren Sitz hatte, bezeichnet.
Das Wappen des Clifford’s Inn war eine modifizierte Version des Wappens der Familie Clifford, Earls of Cumberland. Es zeigt einen horizontal dreigeteilten Schild, das obere und untere Feld gelb und azurblau geschacht, das Mittelfeld rot.

## Geschichte

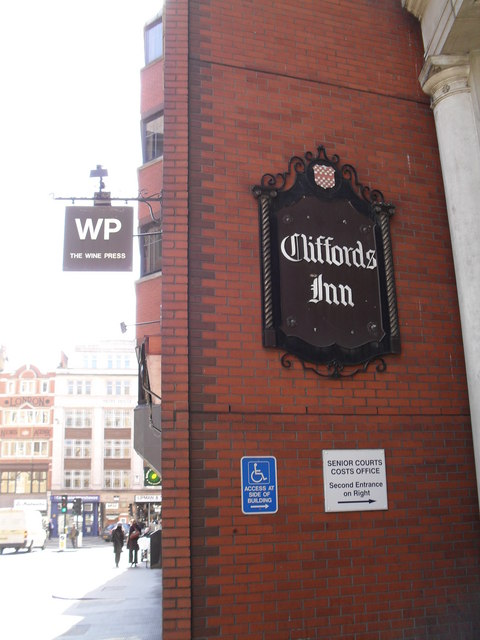
Schild am Clifford’s Inn, Fetter Lane, London EC4.

Seit dem Ende der normannischen Zeit war in England die Rechtsprechung ein Privileg der Kirche. Erst mit dem Gesetz zur Trennung von kirchlichem und weltlichem Recht im Jahr 1292 von Edward I. wurden die Barrister und Solicitors, wie sie heute genannt werden, dem Staat unterstellt. Damit wurden nun weltliche Ausbildungsstätten benötigt, da bis zu diesem Zeitpunkt die Rechtslehre bei den Klöstern lag. Doch wurde schon wenige Jahre später erstens durch ein Dekret Heinrichs III. eine juristische Ausbildung auf dem Gebiet der City of London verboten und zweitens verbot eine Päpstliche Bulle dem Klerus den Unterricht der Rechte außerhalb kirchlicher Einrichtungen.
Folglich musste die juristische Ausbildung nun durch Anwälte erfolgen und zwar außerhalb der Stadtgrenze Londons. So kam es, dass sich vorzugsweise im Dorf Holborn, das unweit von Westminster gelegen war, die Inns of Court bildeten.
Und so kam es im Jahr 1344 zur Gründung des ersten Inns – dem Clifford’s Inn. Sein Name leitet sich her von der Familie Clifford, Earls of Cumberland: Sie stellte das Anwesen für 10 Pfund Sterling pro Jahr den Studenten zur Verfügung. Am 26. März 1618 wurde es von der Honourable Society of Clifford’s Inn für die Summe von 600 Pfund erworben mit der Auflage, dass die Familie Clifford sich das Recht vorbehält, die unterrichtenden Juristen sowie Mitglieder des Rates, welcher dem Inn vorstand, vorzuschlagen.
Die Leitung des Inns oblag einem Rat von zwölf Juristen, von denen einer als Vorsitzender fungierte und die von den Mitgliedern des Inns gewählt wurden – anfangs auf Lebenszeit, ab 1668 für die Dauer von drei Jahren.
Zu den Aufgaben des Vorsitzenden gehörte die Festlegung der Unterrichtsfächer, des Tagesablaufes und die Anweisung des Hauspersonals. Er hatte das Recht, bei den Mahlzeiten den Platz am Kopfende der Tafel einzunehmen und er erhielt eine Sonderzuteilung an Bier. Zwischen 1668 und 1890 hatten nur 21 Personen diese Position des Vorsitzenden inne.

## Die Auflösung
Mit der Neuordnung der juristischen Ausbildung in England im Jahr 1852 verloren die Inns ihre ursprüngliche Funktion; die meisten lösten sich in der Folgezeit auf. Im Jahre 1903 wurde auch seitens der Mitglieder von Clifford’s Inn festgestellt, dass ihre Institution überflüssig geworden sei. Sie beschlossen einstimmig die Auflösung, den Verkauf des Gebäudes und die Übergabe des Erlöses samt den Rücklagen an den Attorney General for England and Wales (den Vorsitzenden der englischen Anwaltschaft), damit dieser es zweckmäßig verwende. Die Versteigerung der Vermögenswerte erfolgte am 14. Mai 1903 zum Preis von £ 100.000, „einer lächerlich niedrigen Summe“, wie man befand.
Die Gebäude in der Fetter Lane in London EC4 wurden im Jahre 1934 abgerissen, lediglich das Torhaus steht bis heute zum Gedenken an Decimus Burton, der hier von 1833 bis 1834 gelebt und gearbeitet hat. Heute beherbergt das Haus Büros und Wohnungen, unter anderem ist die englische Schriftstellerin Virginia Woolf hier wohnhaft gewesen.

## Berühmte Mitglieder (Auswahl)
Zu den bekanntesten Mitgliedern von Cliffords Inn gehören Sir Edward Coke (1552–1634) und John Selden (1585–1654).